# Filmografia de Jean-Luc Godard

## Filmografia

### Primeiros trabalhos
- 1954 - Operátion Béton (curta-metragem)
- 1955 - Une femme coquette (curta-metragem)
- 1957 - Charlotte et Véronique, ou Tous les garçons s'appellant Patrick (curta-metragem)
- 1961 - Une histoire d'eau
- 1958 - Charlotte et son Jules

### Nouvelle Vague

#### Longas
- 1960 - À bout de souffle
- 1961 - Une femme est une femme
- 1962 - Vivre sa vie
- 1963 - Le Petit soldat
- 1963 - Les Carabiniers
- 1963 - Le Mépris
- 1964 - Bande à part
- 1964 - Une femme mariée, fragments d'un film tourné en 1964 en noir et blanc
- 1965 - Alphaville, une étrange aventure de Lemmy Caution
- 1965 - Pierrot le fou
- 1966 - Masculine-feminine, 15 faits précis
- 1966 - Made in U.S.A.
- 1967 - Deux ou trois choses que je sais d'elle
- 1967 - La chinoise, ou plutot a la chinoise
- 1967 - Week-end

#### Curtas
- 1961 - La Paresse (episódio do filme Les sept péchés capitaux)
- 1962 - Le Nouveau Monde (episódio do filme RoGoPaG)
- 1963 - Le Grand Escroc (episódio do filme Les Plus Belles Escroqueries du monde)
- 1964 - Reportage sur Orly
- 1965 - Montparnasse-Levallois (episódio do filme Paris vu par...)
- 1967 - "Anticipation, ou: l'amour en l'an 2000 (episódio do filme Le plus vieux métier du monde)
- 1967 - Caméra-oeil (episódio do filme Loin du Vietnam)
- 1967 - L’Amour (Andate e ritorno dei figli prodighi) (episódio do filme Amore e rabbia)

### Groupe Dziga Vertov/ Filmes políticos (1968–72)
- 1968 - Le Gai savoir
- 1968 - Cinétracts (números 7, 8, 9, 10, 12, 13, 14, 15, 16, 23, 40) (curta-metragem)
- 1968 - Un Film comme les autres (reivindicado a posteriori pelo Groupe Dziga Vertov)
- 1968 - Simpathy for the devil (versão do produtor; há também One Plus One: Simpathy for the devil, versão de Godard)
- 1968 - One A.M. (One American Movie) (abandonado pelo Groupe Dziga Vertov, mas finalizado por Richard Leacock e D.A. Pennebaker em 1971 com o título One P.M.)
- 1969 - Communications (inacabado)
- 1969 - British Sounds
- 1969 - Pravda
- 1969 - Le Vent d'est
- 1969 - Luttes en Italie
- 1970 - Jusqu'à la victoire (inacabado, mas incorporado em 1974 a Ici et ailleurs, de Godard e Anne-Marie Miéville)
- 1971 - Schick (co-dirigido com Jean-Pierre Gorin) (filme-publicitário)
- 1971 - Vladimir et Rosa
- 1972 - Tout va bien (co-dirigido com Jean-Pierre Gorin)
- 1972 - Letter to Jane (co-dirigido com Jean-Pierre Gorin)

### SonImage (período de transição,1974-78
- 1974 - Ici et ailleurs (co-dirigido com Anne-Marie Miéville)
- 1975 - Numéro deux (co-dirigido com Anne-Marie Miéville)
- 1976 - Comment ça va? (co-dirigido com Anne-Marie Miéville)
- 1976 - Six fois deux, sur et sous la communication (co-dirigido com Anne-Marie Miéville)
  - 1a - Y’a personne
  - 1b - Louison
  - 2a - Leçons de choses
  - 2b - Jean-Luc
  - 3a - Photos et Cie
  - 3b - Marcel
  - 4a - Pas d’histoires
  - 4b - Nanas
  - 5a - Nous trois
  - 5b - René(e)s
  - 6a - Avant et après
  - 6b - Jacqueline et Ludovic
- 1977 - Quand la gauche aura le pouvoir
- 1978 - France/tour/détour/deux/enfants (co-dirigido com Anne-Marie Miéville)

### Segunda Nouvelle Vague

#### Longas
- 1979 - Sauve qui peut (la vie)
- 1982 - Passion
- 1983 - Prénom Carmen
- 1985 - Je vous salue, Marie
- 1985 - Détective
- 1987 - King Lear
- 1987 - Soigne ta droite, une place sur la terre

#### Curtas eVídeos
- 1979 - Quelques remarques sur la réalisation et la production du film 'Sauve qui peut (la vie)'
- 1982 - Lettre à Freddy Buache à propos d'un court-métrage sur la ville de Lausanne
- 1982 - Changer d'image (episódio da série Le Changement a plus d'un titre)
- 1982 - Scénario du film Passion
- 1983 - Petites notes à propos du film Je vous salue, Marie
- 1986 - Grandeur et décadence d'un petit commerce de cinéma
- 1986 - Soft and Hard (co-dirigido com Anne-Marie Miéville)
- 1986 - Meetin' WA
- 1987 - Armide (episódio do filme Aria)
- 1988 - Closed (duas séries de dezessete filmes-publicitários)
- 1988 - On s'est tous défilé
- 1988 - Puissance de la parole
- 1988 - Le Dernier mot/Les Français entendus par... (episódio da série Les Français vus par...)
- 1988 - Histoire(s) du cinéma
  - 1A - Toutes les histoires
  - 1B - Une histoire seule

### 1989 – presente
- 1989 - Le Rapport Darty
- 1990 - Nouvelle Vague
- 1990 - Marithé François Girbaud: Métamorphojean
- 1991 - Allemagne année 90 neuf zéro
- 1991 - Pour Thomas Wainggai (episódio do filme Écrire contre l’oubli) (co-dirigido com Anne-Marie Miéville)
- 1992 - (Parisienne People)s (co-dirigido com Anne-Marie Miéville) (filme-publicitário)
- 1993 - Hélas pour moi
- 1993 - Les Enfants jouent à la Russie
- 1993 - Je vous salue Sarajevo
- 1995 - JLG/JLG, autoportrait de décembre
- 1995 - 2 x 50 ans de cinéma français (co-dirigido com Anne-Marie Miéville)
- 1996 - Espoir/Microcosmos
- 1996 - Le monde comme il ne va pas
- 1996 - For Ever Mozart
- 1996 - Adieu au TNS
- 1996 - Plus Oh!
- 1998 - Histoire(s) du cinéma - 1988-1998 
  - 1A - Toutes les histoires (nova versão)
  - 1B - Une histoire seule (nova versão)
  - 2A - Seul le cinéma
  - 2B - Fatale beauté
  - 3A - La Monnaie de l’absolu
  - 3B - Une vague nouvelle
  - 4A - Le Contrôle de l’Univers
  - 4B - Les Signes parmi nous
- 1999 - The Old Place:Small Notes Regarding the Arts at Fall of 20th Century: The Old Place
- 2000 - L'Origine du XXIè siècle
- 2001 - Eloge de l'amour
- 2002 - Dans le noir du temps (episódio do filme Ten Minutes Older: The Cello)
- 2002 - Liberté et patrie (co-dirigido com Anne-Marie Miéville)
- 2004 - Notre Musique
- 2004 - Moments choisis des Histoire(s) du cinéma
- 2006 - Prières pour refuzniks: 1
- 2006 - Prières pour refuzniks: 2
- 2006 - Reportage amateur (maquette expo)
- 2006 - Vrai faux passeport
- 2006 - Ecce homo
- 2006 - Une bonne à tout faire (nova versão)
- 2008 - TSR - Journal des réalisateurs : Jean-Luc Godard
- 2010 - Film Socialisme
- 2014 - Adieu au Langage
- 2014 - Les Ponts de Sarajevo
- 2018 - Le Livre d'image